# Grażuliszki
Grażuliszki (lit. Gražuliškės) – wieś na Litwie, w rejonie wileńskim, 8 km na południe od Ławaryszek, zamieszkana przez 10 osób.

## Historia
W dwudziestoleciu międzywojennym leżały w Polsce, w województwie wileńskim, w powiecie wileńsko-trockim, w gminie Mickuny.
Po II wojnie światowej w granicach Związku Sowieckiego. Od 1991 na niepodległej Litwie.